# Sauvagnat-Sainte-Marthe
 Sauvagnat-Sainte-Marthe  là một xã ở tỉnh Puy-de-Dôme trong vùng Auvergne-Rhône-Alpes miền trung nước Pháp.